# Ludwik VIII (książę Bawarii)
Ludwik VIII (ur. 1 września 1403 r. w Paryżu, zm. 13 kwietnia 1445 r. w Ingolstadt) – książę Bawarii-Ingolstadt z dynastii Wittelsbachów.

## Życiorys
Ludwik VIII był synem księcia Bawarii-Ingolstadt Ludwika VII Brodatego i jego pierwszej żony, Anny Burbon, córki Jana I z rodu Burbonów. Urodził się na dworze francuskim, gdzie ojciec spędził kilkanaście lat, później jednak trafił wraz z nim (po śmierci dziadka) - jako jedyny legalny syn, który przeżył dzieciństwo - do Bawarii. Początkowo lojalnie wspierał ojca, uczestnicząc w jego polityce, która jednak powodowała liczne konflikty z kuzynami. Niechęć młodego Ludwika budziło jednak faworyzowanie przez ojca jego przyrodniego brata Wielanda, nieślubnego jego Ludwika VII z Lanetą z Freyberga. W 1438 r., gdy młody Ludwik zaczął obawiać się, czy ojciec nie będzie próbować odsunąć go od tronu, doszło do otwartego konfliktu. W następnym roku młody Ludwik zajął (ze wsparciem wrogów swego ojca) ziemie między Dunajem a Lechem. Ojciec pozostał zamknięty w Neuburgu, gdzie Wieland i jego matka zmarli podczas zarazy, co tym bardziej zaogniło stosunki w rodzinie. W 1441 r. Ludwik wbrew woli ojca poślubił Małgorzatę, córkę elektora brandenburskiego Fryderyka I Hohenzollerna. We wrześniu 1443 r. młody Ludwik zdobył Neuburg i uwięził ojca. Zmarł jednak niespełna dwa lata później. Nie pozostawił po sobie męskich potomków (z małżeństwa z Małgorzatą miał jedynie dwie córki, zmarłe w dzieciństwie) i po śmierci ojca (wciąż pozostającego w niewoli) w dwa lata później linia Wittelsbachów na Ingolstadt wygasła.